# Élection municipale de 1994 à Washington D.C.
Les élections municipales de 1994 à Washington D.C. se sont tenues le 8 novembre 1994 afin d'élire le maire. La maire sortante, Sharon Pratt Kelly est battue aux primaires démocrate.
L'ancien maire démocrate de la ville, Marion Barry, maire de 1979 à 1991, a fait 6 mois de prison à cause d'une affaire de drogue. Cette fois, il est candidat et il remporte les primaires démocrates.
Marion Barry est élu maire mais c'est son pire score.

## Primaire démocrate
| Résultats | Résultats | Résultats            | Résultats | Résultats |
| Partis    | Partis    | Candidats            | Voix      | %         |
| --------- | --------- | -------------------- | --------- | --------- |
|           | Démocrate | Marion Barry Jr.     | 66 777    | 47,18     |
|           | Démocrate | John Ray             | 52 088    | 36,80     |
|           | Démocrate | Sharon Pratt Kelly   | 18 717    | 13,22     |
|           | Démocrate | Otis Holloman Troupe | 1 897     | 1,34      |
|           | Démocrate | Don Reeves           | 598       | 0,42      |
|           | Démocrate | Osie Thorpe          | 456       | 0,32      |
|           |           | Write-in             | 829       | 0,59      |

## Primaire républicaine
| Résultats | Résultats   | Résultats      | Résultats | Résultats |
| Partis    | Partis      | Candidats      | Voix      | %         |
| --------- | ----------- | -------------- | --------- | --------- |
|           | Républicain | Carol Schwartz | 3 764     | 74,85     |
|           | Républicain | Brian Moore    | 641       | 12,75     |
|           |             | Write-in       | 624       | 12,41     |

## Résultats
| Résultats | Résultats            | Résultats         | Résultats | Résultats |
| Partis    | Partis               | Candidats         | Voix      | %         |
| --------- | -------------------- | ----------------- | --------- | --------- |
|           | Démocrate            | Marion Barry, Jr. | 102 884   | 56,02     |
|           | Républicain          | Carol Schwartz    | 76 902    | 41,87     |
|           | Indépendant          | Curtis Pree       | 852       | 0,46      |
|           | D.C. Statehood Green | Jodean M. Marks   | 695       | 0,38      |
|           | Indépendant          | Jesse Battle, Jr. | 488       | 0,27      |
|           | Indépendant          | Faith Dane        | 423       | 0,23      |
|           |                      | Write-in          | 982       | 0,54      |